# USS Wassuc (1865)
El USS Wassuc, un monitor de una sola torreta y doble tornillo, fue construido por George W. Lawrence & Co., Portland, ME, y lanzado el 25 de julio de 1865 y terminado el 28 de octubre de 1865.
El Wassuc era un monitor de calado ligero de clase Casco destinado al servicio en bahías, ríos y ensenadas poco profundas de la Confederación. Estos buques de guerra sacrificaron una placa de blindaje por un calado poco profundo y fueron equipados con un compartimiento de lastre diseñado para bajarlos al agua durante la batalla.

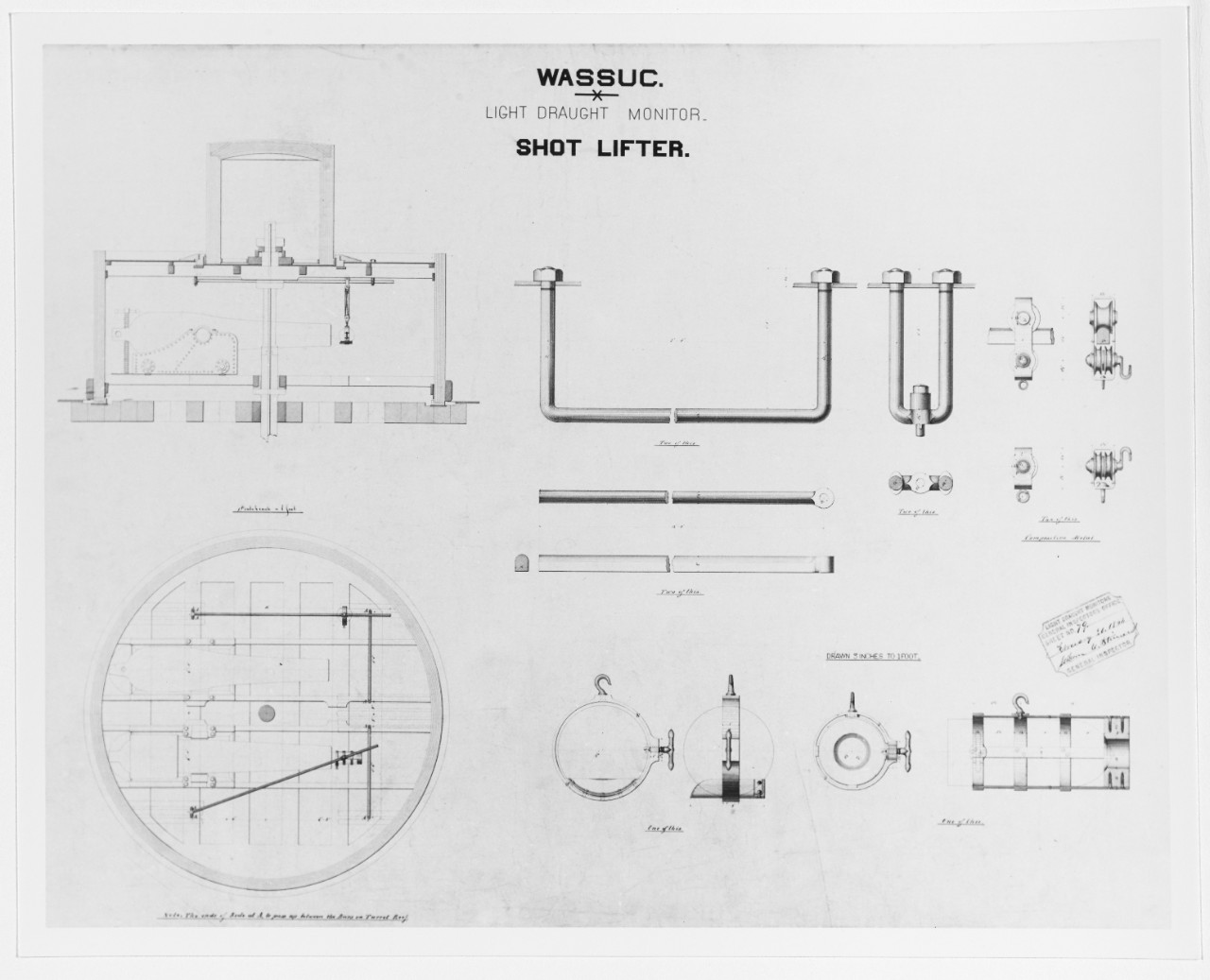
Planos del USS Wassuc

## Revisiones de diseño
Aunque los diseños originales de los monitores de la clase Casco fueron dibujados por John Ericsson, la revisión final fue creada por el ingeniero jefe Alban C. Stimers tras el fallido bombardeo del contraalmirante Samuel F. Du Pont de Fort Sumter en 1863. Para cuando los planes fueron presentados ante la Junta de Monitores en la ciudad de Nueva York, Ericsson y Simers tenían una mala relación, y el Jefe de la Oficina de Construcción y Reparación, John Lenthall, tenía poca conexión con la junta. Esto resultó en la aprobación de los planes y el pedido de 20 embarcaciones sin un escrutinio serio del nuevo diseño. Se asignaron 14 millones de dólares estadounidenses para la construcción de estos buques. Se descubrió que Stimers no había podido compensar la armadura que sus revisiones agregaron al plan original y esto resultó en una tensión excesiva en los marcos de madera del casco y un francobordo de solo 3 pulgadas. Stimers fue retirado del control del proyecto y se llamó a Ericsson para reparar el daño. Se vio obligado a elevar los cascos de los monitores en construcción en 22 pulgadas para que estuvieran en condiciones de navegar.

## Destino
Por lo tanto, el Departamento de la Marina de los Estados Unidos ordenó el 24 de junio de 1864 que se elevara la cubierta del Wassuc para proporcionar suficiente francobordo. Tras la entrega, el monitor se colocó en el Boston Navy Yard; y no vio ningún servicio encargado. Fue rebautizada como Stromboli el 15 de junio de 1869, pero retomó el nombre de Wassuc el 10 de agosto de 1869. El Wassuc fue vendido para su desguace el 9 de septiembre de 1875.